# Zsana
Zsana este un sat în districtul Kiskunhalas, județul Bács-Kiskun, Ungaria, având o populație de 826 de locuitori (2011). 

## Demografie
Componența etnică a satului Zsana
     Maghiari (97,85%)
     Germani (1%)
     Necunoscut (1,15%)
     Alții (1,15%)
Componența confesională a satului Zsana
     Romano-catolici (65,13%)
     Fără religie (4,72%)
     Reformați (4,48%)
     Necunoscută (25,3%)
     Luterani (0,36%)
     Alte religii (1,09%)
Conform recensământului din 2011, satul Zsana avea 826 de locuitori. Din punct de vedere etnic, majoritatea locuitorilor (97,85%) erau maghiari. Apartenența etnică nu este cunoscută în cazul a 1,15% din locuitori.  Din punct de vedere confesional, majoritatea locuitorilor (65,13%) erau romano-catolici, existând și minorități de persoane fără religie (4,72%) și reformați (4,48%). Pentru 25,3% din locuitori nu este cunoscută apartenența confesională.